# Aplodactylus arctidens
Aplodactylus arctidens är en fiskart som beskrevs av Richardson, 1839. Aplodactylus arctidens ingår i släktet Aplodactylus och familjen Aplodactylidae. Inga underarter finns listade i Catalogue of Life.